# Olivschifforn
Olivschifforn (Schiffornis virescens) är en fågel i familjen tityror inom ordningen tättingar.

## Utbredning och systematik
Fågeln förekommer från södra Bahia i sydöstra Brasilien till östra Paraguay och nordöstra Argentina. Den behandlas som monotypisk, det vill säga att den inte delas in i några underarter.

## Status
IUCN kategoriserar arten som livskraftig.